# Isidre Tarrés i Caubet
Isidre Tarrés i Caubet (Oliana, Alt Urgell, 10 d'octubre de 1956) fou un futbolista català de les dècades de 1970 i 1980.

## Trajectòria
Es formà al CE Oliana i a la Unió Esportiva Lleida (1974-77). Debutà a primera divisió amb el Burgos CF (1977-78). Fitxà pel FC Barcelona però només hi jugà 17 partits, tres d'ells de lliga. Guanyà la Recopa d'Europa de la temporada 1978-79. Fou cedit a l'AD Almería (1979-81) i a continuació jugà al Barcelona Atlètic (1981-83). Posteriorment retornà a primera divisió de la mà del Real Múrcia (1983-86) i acabà la seva carrera a la UE Lleida (1986-88) i al CF Igualada.
Com a entrenador ha dirigint el CF Igualada, UE Castelldefels i UE Tàrrega, a més de ser segon entrenador de Ramon Maria Calderé a Badalona, Premià i Reus.